# 카르티카 야햐
카르티카 야햐(인도네시아어: Kartika Jahja, 1980년 12월 19일 ~ )는 인도네시아의 가수, 배우이다. 티카(Tika)라는 별칭으로 부르기도 한다.

## 경력
자카르타 출신인 카르티카 야햐는 2005년에 미국 시애틀 미술 학교를 졸업하고 솔로 인디 음악 가수로 데뷔했다. 2005년에 발표한 데뷔 음반 《Frozen Love Songs》는 인도네시아의 음악 산업에서 형성된 팝 디바의 틀에서 벗어난 여자 가수의 개념을 소개했기 때문에 큰 호평을 받았다. 2006년에는 독립 레이블인 악사라 레코드를 통해 리패키지 음반인 《Defrosted Love Songs》를 발표했다. 그 뒤 인도네시아의 여러 가수들과 함께 협업을 진행했다.
카르티카 야햐는 2009년 7월에 5인조 밴드인 티카 앤 더 디시덴츠(Tika and The Dissidents)를 결성하고 독립 레이블인 헤드 레코드를 설립했다. 이 밴드의 첫 음반인 《The Headless Songstress》는 인도네시아 국내외 음악 팬들과 미디어로부터 수많은 찬사를 받았다. 이 밴드는 재즈, 블루스, 두왑에서 펑크 록, 탱고, 왈츠까지 이르는 정교한 콜라주를 형성했다. 또한 성소수자(LGBT), 노동 권리, 텔레비전에서 일어나는 개성 학살을 비롯한 다양한 무네를 다루는 재치있는 정치적 가사로 주목을 받았다. 미국의 《타임》 잡지는 2009년에 카르티카 야햐를 "인도네시아의 열정적인 디바"라고 평가했다. 인도네시아의 《템포》 잡지는 해당 음반을 "2009년 올해의 음반"으로 선정했고 해당 밴드를 "2009년 올해의 음악인"으로 선정했다. 《롤링 스톤 인도네시아》는 2015년에 카르티카 야햐를 "인도네시아 최고의 인디 음악 가수"라고 평가하면서 "인도네시아의 여성 록 음악인 30인" 가운데 하나로 선정했다.
카르티카 야햐는 젠더, 인간의 성 문제에 초점을 맞춘 노래 가사로 주목을 받았다. 티카 앤 더 디시덴츠는 2016년에 정규 음반 《MERAH》를 발표했다. 특히 해당 음반에 수록된 노래인 〈Tubuhku Otoritasku〉(나의 몸, 나의 권위)는 이슬람권 국가인 인도네시아 사회에서 금기로 여기는 "여성의 신체에 대한 권위"를 주제로 하여 큰 주목을 받았다. 이를 계기로 카르티카 야햐는 2016년에 영국 방송 협회(BBC)로부터 세계에서 영감을 주고 영향력 있는 여성 100명에 관한 명단인 BBC 올해의 여성 100인(BBC 100 Women)에 이름을 올렸다.

## 음반

### 앨범
- Frozen Love Songs (2005)
- Defrosted Love Songs (2006)
- The Headless Songstress (2009)
- MERAH (2016)

### 컴필레이션 앨범
- Thank You and Good Night Mother – “Saddest Farewell” (Original Soundtrack – Green Studio, 2005)
- 9 Naga – “Asa” (Original Soundtrack - Warner Music Indonesia, 2005)
- Berbagi Suami - “Bengawan Solo” (Original Soundtrack – Aksara Records, 2006)
- Mesin Waktu: Teman-Teman Menyanyikan Lagu Naif - “Dia Adalah Pusaka Seluruh Umat Manusia Yang Ada di Seluruh Dunia” (A Tribute Compilation – Aksara Records, 2007)
- Seruan Indonesia – “Mayday” (Indonesian artists in support of Make Trade Fair, 2007)
- Dead Time: Kala – “Manderlay” (Original Soundtrack – Black Morse Records, 2007)
- Pintu Terlarang – “Home Safe” (Original Soundtrack – Lifelike Records, 2009)

### 협업 앨범
- Dawai Damai – Agrikulture- “New Day” (Aquarius Musikindo, 2007)

## 영화
- Anniversary Gift (2008)
- Pintu Terlarang (2009)
- At the Very Bottom of Everything (2009)
- SUBVERSIF (2014)